# Kivimetsän Druidi
Kivimetsän Druidi is een folkmetalband afkomstig uit Kouvola, Finland. Kivimetsän Druidi is Fins voor "druïde van het stenen bos". De band is in 2002 opgericht door de broers Antti Koskinen en Joni Koskinen. De nummers zijn gebaseerd op een fantasy roman die Joni Koskinen aan het schrijven is. De roman vertelt een verhaal over Het Land van de Kristallen Bergen en het Stenen Bos. In 2008 tekende de band een platencontract met Century Media Records. Hun debuutalbum Shadowheart werd uitgegeven in oktober 2008. Alle voorgaande ep's en demo's zijn uitgegeven in eigen beheer.

## Leden

### Huidige leden
- Leeni-Maria Hovila - Vrouwelijke zang (2008-)
- Joni Koskinen - Mannelijke zang, Gitaar (2002-)
- Antti Koskinen - Keyboard (2002-)
- Antti Rinkinen - Gitaar (2004-)
- Simo Lehtonen - Basgitaar (2007-)
- Atte Marttinen - Drums (2007-)

### Vroegere leden
- Ville Ryöti - Drums (2005–2007)
- Jani Rämä - Drums (2004–2005)
- Jouni Riihelä - Basgitaar (2004–2006)
- Annika Laaksonen - Vrouwelijke zang (2004–2006)
- Lukas Pearsall - Keyboard (2004–2007)
- Jenni Onishko - Vrouwelijke zang (2006–2008)

## Discografie
- 2003 Kristallivuoren Maa demo-album
- 2004 Taival demo
- 2006 Mustan Valtikan Aika demo
- 2007 The New Chapter demo
- 2008 Taottu demo
- 2008 Shadowheart studioalbum
- 2010 Betrayal, Justice, Revenge studioalbum